# Psychotria sangeana
Psychotria sangeana är en måreväxtart som först beskrevs av Friedrich Anton Wilhelm Miquel, och fick sitt nu gällande namn av Elmer Drew Merrill. Psychotria sangeana ingår i släktet Psychotria och familjen måreväxter. Inga underarter finns listade i Catalogue of Life.